# Храм Успения Пресвятой Богородицы (Корчула)
Храм Успения Пресвятой Богородицы (серб. Храм Успења Пресвете Богородице) — православный храм в городе Корчуле на одноимённом острове. Относится к Захумско-Герцеговинской и Приморской епархии Сербской православной церкви. Построен в 1220 году.

## Краткая история
Храм был возведён на острове Корчула примерно в 1220 году, когда на острове проживало достаточно много сербских православных верующих — в основном это были сербские купцы, которые помогли отстроить церковь. Построена в сербско-византийском стиле. Значительную часть даров церкви предоставили Неманичи.
Во время венецианской оккупации храм был переделан в католический и был посвящён Святой Варваре. Только в ноябре 1934 года он был возвращён Сербской православной церкви: 23 ноября 1934 года состоялось торжественное открытие. Церковь освятили Б. Митрович и И. Миятович.